# Miss Serbia și Muntenegru
Miss Serbia și Muntenegru este un concurs de frumusețe național la care pot participa numai femei necăsătorite din Serbia și Muntenegru. Concursul are loc din anul 1996, după dezmembrarea Iugoslaviei, el a purtat diferite denumiri. După anul 2006 cu separarea Muntenegrului de Serbia, acest concurs a avut loc în anii 2006 și 2007 sub numele de Miss Serbia.

## Miss Yu
| Anul | Miss Yu                 |
| ---- | ----------------------- |
| 1996 | Slavica Krivokuća       |
| 1997 | Tamara Saponjić         |
| 1998 | Jelena Jakovljević      |
| 1999 | Lana Marić              |
| 2000 | Iva Gordana Milivojević |
| 2001 | Tijana Stajšić          |
| 2002 | Ana Šargić              |

## Miss SCG
| Anul | Miss SCG           |
| ---- | ------------------ |
| 2003 | Bojana Vujadinović |
| 2004 | Jelena Pejić       |
| 2005 | Nada Milinić       |
| 2006 | Vedrana Grbović    |